# Ахрянско
Ахрянско (болг. Ахрянско) — село в Болгарии. Находится в Кырджалийской области, входит в общину Ардино. Население составляет 60 человек.

## Политическая ситуация
В местном кметстве Ахрянско, в состав которого входит Ахрянско, должность кмета (старосты) исполняет Джемал Реджеб Сали (Движение за права и свободы (ДПС)) по результатам выборов.
Кмет (мэр) общины Ардино — Ресми Мехмед Мурад (Движение за права и свободы (ДПС)) по результатам выборов.